# Batalla de La Rothière
La batalla de La Rothière fue luchada el 1 de febrero de 1814 entre Francia y Prusia, resultando vencedora esta última. Los 32.000 franceses eran dirigidos por Napoleón Bonaparte y los 170.000 prusianos por Blücher, que acababa de tomar Saarbrücken el 11 y Nancy el 16 de enero. La batalla fue causada por la imposición de Francia de tratados humillantes en Prusia que llevaron a su sublevación.
Atacados por un gran ejército prusiano, los franceses se las arreglaron para defenderse hasta que pudieron retirarse bajo el amparo de la oscuridad. Los franceses sufrieron 5.500 bajas aproximadamente, mientras que las bajas prusianas fueron casi el doble de dicha cifra.